# Alfa Romeo 147
L'Alfa Romeo 147 (Progetto 937) è un modello di automobile costruito dalla casa automobilistica italiana Alfa Romeo nello stabilimento Alfa Romeo di Pomigliano d'Arco.
La 147, appartenente al segmento delle compatte a due volumi tre o cinque porte, sostituisce nella gamma la 145 e la 146.
Lanciata sul mercato italiano nell'ottobre 2000 nella versione a tre porte, seguita pochi mesi più tardi dalla versione a cinque porte dopo la presentazione al Salone dell'automobile di Ginevra del 2001, ottenne subito un buon successo di critica e di pubblico che la portò ad aggiudicarsi nel 2001 il titolo di Auto dell'anno.
È uscita di produzione nel 2010 sostituita dalla nuova Alfa Romeo Giulietta anche se rimane nei listini fino al febbraio 2011.

## Profilo

### Estetica

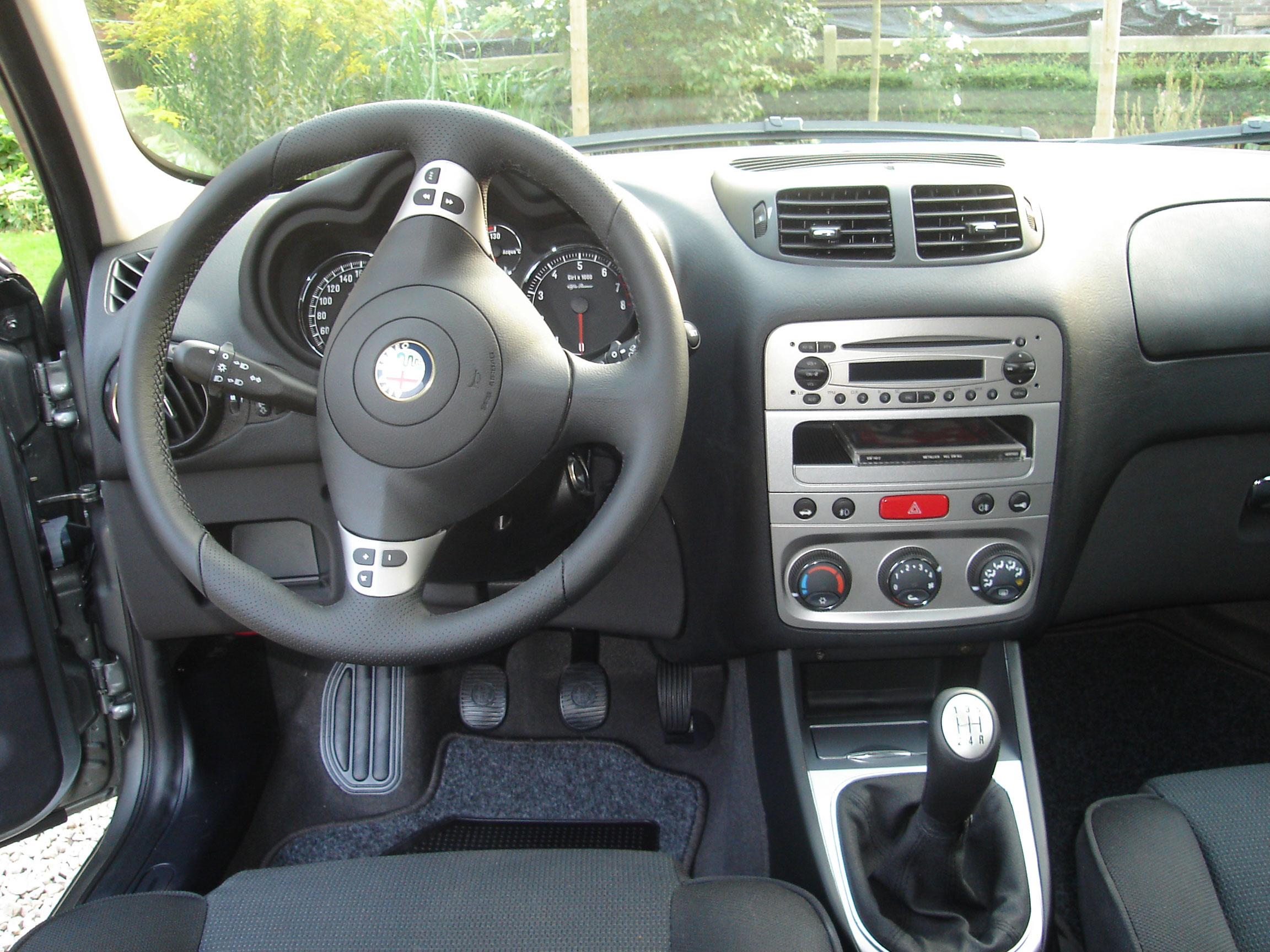
Interno di una 147 del 2005

Il design della 147, ideato dai due designer Walter de Silva e Wolfgang Egger, si caratterizza per il frontale, in cui è riportato il classico trilobo Alfa Romeo dove spicca lo scudo Alfa Romeo centrale, e per la parte posteriore, in configurazione hatchback con ampio portellone.
Nell'ottobre 2004 la vettura è stata sottoposta a un restyling, a opera del solo Egger, che ha interessato soprattutto la parte anteriore e posteriore della vettura.
La linea è rimasta quasi invariata per quanto riguarda le fiancate; le modifiche hanno riguardato in particolar modo la parte anteriore e, in misura minore, il posteriore: è presente una nuova calandra, ribassata, di maggiori dimensioni e arricchita da fari di nuovo disegno, più classico rispetto ai precedenti. I proiettori, ora a forma di goccia, presentano una palpebra di materiale plastico comprensiva di tre elementi circolari cromati su fondo nero; la presa d'aria sotto al cofano nella prima versione era divisa orizzontalmente, in quella successiva invece presenta una divisione verticale con le parti più esterne che ospitano anche i fendinebbia. Nella parte posteriore i designer hanno ridisegnato il portellone e hanno apportato interventi leggeri sui fanali posteriori sul portellone stesso: i gruppi ottici si allungano in una configurazione più triangolare, sottolineati da una modanatura cromata.
All'interno la Nuova Alfa 147 conferma la sportiva e ribassata posizione di guida precedente mentre sono stati introdotti nuovi colori per la plancia bicolore: grigio su grigio e blu su grigio. Questi due abbinamenti vanno ad aggiungersi ai classici nero su nero, nero su grigio, nero su beige, anch'essi però rinnovati grazie all'introduzione di un goffrato più raffinato di grana "bufalo d'acqua". Nuova anche la grafica della strumentazione, nuova la sellatura a "cannelloni" dei sedili e del pannello della porta e un inedito design dei poggiatesta posteriori che vengono ribassati per consentire maggiore visibilità.
Nel mese di novembre 2005 nasce la 147 serie 2, con ridotte differenze di contenuto rispetto alle precedenti. L'allestimento Progression a tre porte non ha più l'alettone di serie e sparisce la modanatura cromata sul portellone posteriore, mentre tutti gli allestimenti Distinctive vengono dotati dei comandi radio al volante. Anche la versione Exclusive viene aggiornata nell'allestimento, mantenendo le ruote da 17" e sostituendo tutti i contenuti precedentemente elencati con il Connect Nav+ e i comandi radio-telefono al volante.
Nel settembre 2006 viene invece presentata la 147 serie 3. Nulla varia sul fronte degli allestimenti e dei motori; la novità consiste nel ritorno dei baffi cromati sul frontale, scomparsi sul restyling; inoltre la griglia frontale è cromata ed è presente una cornice cromata sulla calandra. Vengono inoltre rivisitate alcune serie speciali.
A novembre 2008 viene invece messa a listino la 147 cinque porte Serie 4.

## Meccanica

### Telaio e sospensioni
Per questa vettura è stata adottata una soluzione particolarmente sportiva nonché costosa per la sua categoria, che difatti deriva da quella della sorella maggiore, l'Alfa Romeo 156, con sospensioni a 4 ruote indipendenti del tipo a quadrilatero alto nella parte anteriore e MacPherson in quella posteriore. Soluzioni solitamente utilizzate per vetture di fascia molto più alta. Compromesso, come per la sorella maggiore 156, trovato dal Gruppo Fiat, per poter tornare a soddisfare quelle che erano le richieste di una clientela fortemente esigente quale quella che sempre si era rivolta alle vetture del Biscione.
Alcune versioni, in seguito, sono state rese disponibili anche con sistema differenziale Torsen di tipo Q2.
Il pianale utilizzato è il telaio Tipo 2 serie 3, utilizzato anche dalla Lancia Lybra, ma con la peculiarità delle sospensioni per le vetture Alfa Romeo, anche per Alfa 156 (e derivata Crosswagon), Alfa GT e dal concept Alfa Romeo Kamal, mai entrata in produzione.

### Motorizzazioni
Al momento del lancio erano disponibili tre motori a benzina, tutti della serie Twin Spark 16V: 1.6 da 105 cavalli; sempre 1.6, ma con variatore di fase che incrementa la potenza a 120 cavalli migliorandone la fluidità; 2.0 da 150 cavalli. Quest'ultimo propulsore aveva la particolarità di poter essere equipaggiato col cambio robotizzato Selespeed derivato direttamente dall'esperienza nelle corse. Tutti questi tre motori erano dotati di doppia accensione a due candele per cilindro, erano inoltre caratterizzati da un andamento della coppia particolarmente favorevole, fin dai bassi regimi. 

Nel novembre 2002 fa il suo debutto la versione GTA, equipaggiata con il motore 3.2 V6 "Busso" portato a 250 CV e già montato sulla 156 GTA.

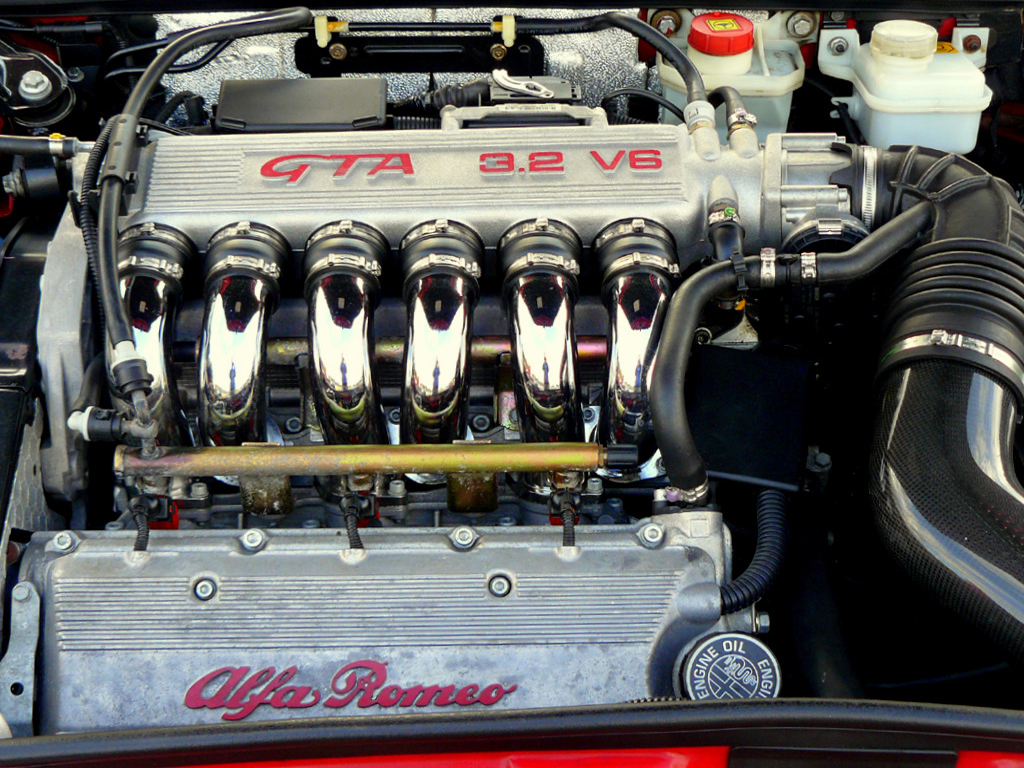
Dettaglio del motore a benzina 3.2 V6 24V di un'Alfa Romeo 147 GTA

Per quanto riguarda le motorizzazioni a gasolio, tutte common rail, in un primo tempo l'unica unità disponibile era un 1.9 JTD 8V (Unijet) da 110 cavalli (di cui non si conoscono esemplari entrati in circolazione) portato dopo pochissimi mesi a 115 cavalli; nel novembre 2002 entrò a listino il nuovo 1.9 JTD 16V da 140 cavalli seguito da un 1.9 JTD 8V da 100 cavalli che rappresentava la versione d'ingresso alla gamma a gasolio e venne fornito solo con alcuni allestimenti.
In occasione del restyling, i motori diesel della gamma 147 subirono ritocchi di incremento di potenza, e migliorie varie; al posto del sistema JTD venne introdotto il Multijet (denominato JTDm in casa Alfa), così il 1.9 16V 140 cavalli beneficiò di un incremento di potenza di 10 cavalli, passando a 150 cavalli, mentre il 1.9 8V da 115 cavalli passò a 120 cavalli, mentre il motore 1.9 da 110 CV uscì dal listino. I tre motori a benzina rimasero invece invariati. La versione 1.9 JTDm 150 CV è disponibile anche con differenziale Torsen Q2 che migliora la trazione in ogni condizione di guida. A fine 2007 ha debuttato una nuova versione del 1.9 JTDm 16V da 170 cavalli con differenziale Q2 sulla serie speciale denominata Alfa 147 Ducati Corse. In seguito questo motore è stato reso disponibile anche sulla 147 Q2 normale mediante l'allestimento "Sport Pack".

### Sicurezza
La vettura è stata sottoposta alle prove d'impatto Euro NCAP nel corso del 2001, totalizzando un punteggio di 3 stelle su 5. La 147 ha evidenziato un punteggio di 3/16 (18%) nel test di impatto frontale e di 18/18 (100%) in quello laterale per un punteggio complessivo del 62% a cui corrisponde una valutazione di 3 stelle su 5. Secondo l'ente esaminatore, la 147 ha evidenziato un risultato molto scarso nel test di impatto frontale esponendo gli occupanti a seri rischi di infortunio. Successivamente sono state apportate modifiche per rendere l'auto più sicura negli impatti frontali: barre di rinforzo sulle portiere, serrature rinforzate, longherone in acciaio sotto il pianale guidatore.

### Versioni speciali

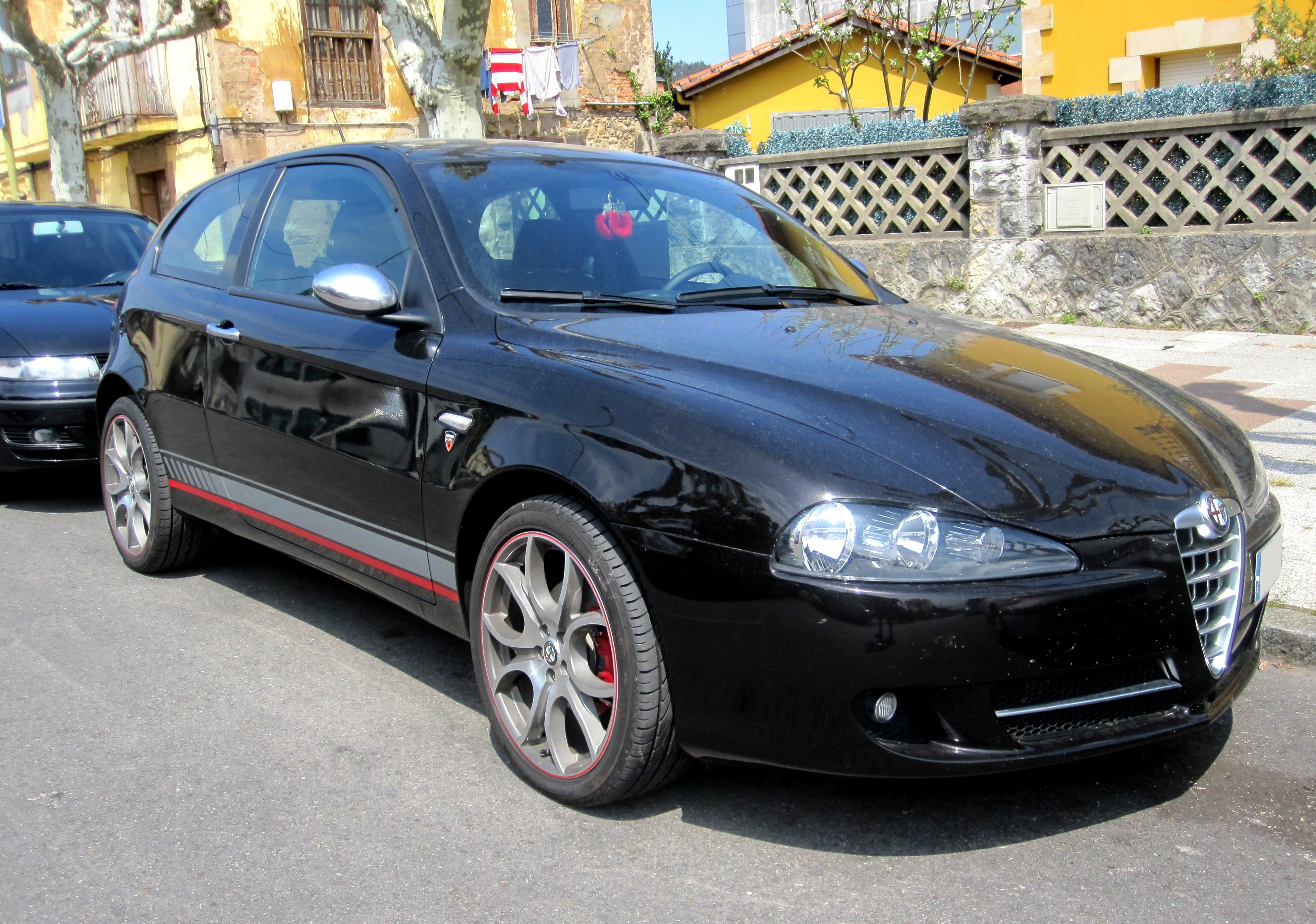
Alfa Romeo 147 Ducati Corse del 2009

Durante gli anni la 147 è stata disponibile in diversi allestimenti: Impression, Progression, CUP, Connect, Plug In, Distinctive (2001-2008), Exclusive (2004-2008), TI (2003 - 2008), BlackLine (2006-2008), Q2 (2007-2010),Moving e New Progression (2009-2010).
Ne sono state presentate anche alcune versioni speciali: la Ducati Corse, realizzata in collaborazione con la Ducati, in edizione limitata da 500 esemplari e la C'N'C Costume National, edizione limitata di 1000 esemplari presentata al Salone di Francoforte nel 2007.

### Caratteristiche dei motori a benzina
| Modello | Disponibilità    | Motore              | Cilindrata cm³ | Potenza                  | Coppia (Nm)  | 0–100 km/h in s | Velocità max (km/h) | Consumo medio (km/l) |
| 1,6 TS  | dal 2000 al 2010 | 4 cilindri in linea | 1598           | 77 kW (105 CV)/5600 RPM  | 140/4200 RPM | 11,3            | 187                 | 12,3                 |
| 1,6 TS  | dal 2000 al 2010 | 4 cilindri in linea | 1598           | 88 kW (120 CV)/6200 RPM  | 146/4200 RPM | 10,6            | 195                 | 12,3                 |
| 2,0 TS  | dal 2000 al 2009 | 4 cilindri in linea | 1970           | 110 kW (150 CV)/6300 RPM | 181/3800 RPM | 9,3             | 208                 | 10,5                 |
| GTA     | dal 2003 al 2004 | 6 cilindri a V      | 3179           | 184 kW (250 CV)/6200 RPM | 300/4200 RPM | 6,2             | 248                 | 7,5                  |

### Caratteristiche dei motori a gasolio
| Modello      | Disponibilità    | Motore              | Cilindrata cm³ | Potenza                  | Coppia (Nm)  | 0–100 km/h in s | Velocità max (Km/h) | Consumo medio (Km/l) |
| 1.9 JTD      | dal 2000 al 2002 | 4 cilindri in linea | 1910           | 74 kW (100 CV)/4000 RPM  | 200/2000 RPM | 12.1            | 183                 | 16.8                 |
| 1.9 JTD      | dal 2000 al 2001 | 4 cilindri in linea | 1910           | 80 kW (110 CV)/4000 RPM  | 275/2000 RPM | 9.9             | 191                 | 16.8                 |
| 1.9 JTD      | dal 2001 al 2005 | 4 cilindri in linea | 1910           | 85 kW (115 CV)/4000 RPM  | 275/2000 RPM | 9.9             | 191                 | 16.8                 |
| 1.9 JTDm     | dal 2005 al 2010 | 4 cilindri in linea | 1910           | 88 kW (120 CV)/4000 RPM  | 280/2000 RPM | 9.6             | 195                 | 18.2                 |
| 1.9 JTD 16V  | dal 2002 al 2005 | 4 cilindri in linea | 1910           | 103 kW (140 CV)/4000 RPM | 305/2000 RPM | 9.1             | 206                 | 16.6                 |
| 1.9 JTDm 16V | dal 2005 al 2010 | 4 cilindri in linea | 1910           | 110 kW (150 CV)/4000 RPM | 305/2000 RPM | 8.8             | 208                 | 17.4                 |
| 1.9 JTDm 16V | dal 2007 al 2009 | 4 cilindri in linea | 1910           | 125 kW (170 CV)/4000 RPM | 330/2000 RPM | 8,0             | 215                 | 17.4                 |

N.B: La 1.9 JTDm 16v 170 CV era disponibile solo in versione Ducati Corse ed in seguito con l'allestimento Sport Pack.

## Produzione
| Versione         | Anni      | Esemplari |
| Alfa 147 1.6     | 2000 - 10 | 240 262   |
| Alfa 147 1.9 JTD | 2000 - 10 | 346 976   |
| Alfa 147 2.0     | 2000 - 10 | 59 196    |
| Alfa 147 3.2 GTA | 2002 - 06 | 5 389     |
| Totale           |           | 651 823   |

## Attività sportiva

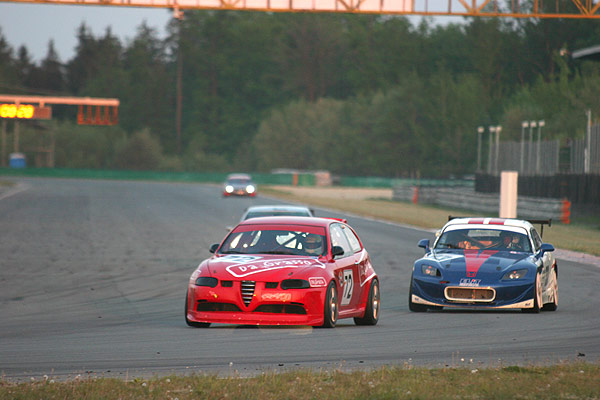
A sinistra un'Alfa 147 GTA Cup

Sin dal 2003, è stato organizzato un campionato europeo monomarca per le Alfa 147 GTA in versione Cup dotate di motore Twin Spark da 220 CV. Nel 2005 questa competizione è stata affiancata al WTCC. In quell'anno vinse il pilota irlandese Eoin Murray.